# Гробова Вікторія Павлівна
Гробова Вікторія Павлівна (нар. 1 липня 1970, м. Суми) — директор Департаменту освіти і науки Сумської обласної державної адміністрації (з 6 червня 2017 р.), доктор юридичних наук, професор (2013).

## Навчання
Вікторія Гробова у 1996 році закінчила історичний факультет Сумського державного педагогічного інституту імені А. С. Макаренка та здобула кваліфікацію «вчитель історії середньої школи».
Потім до 2002 року навчалась у Національному університеті внутрішніх справ за спеціальністю «Правознавство» та кваліфікацією — юрист.

## Трудова діяльність
Вікторія Гробова свою трудову діяльність починала телефоністкою цеху міжнародного телефонного зв'язку м. Суми в липні — серпні 1986 року.
Довгий час, з 1988 по 1991 роки, працювала на посаді помічниці вихователя дитячого садка № 66 м. Суми;
В 1993 році Вікторія Гробова змінила профіль і була призначена на посаду старшого інспектора Сумської митниці Держмитслужби України.
З 2017 року і донині директор Департаменту освіти і науки Сумської обласної державної адміністрації.

## Наукова діяльність
Через вісім років, 2001 року, здобуваючи другу вищу освіту, почала працювати викладачем заочного відділення правознавства в м. Суми факультету права і підприємництва Університету внутрішніх справ. Наступного 2002 року В.Гробова була призначена заступником начальника Сумської філії Харківського національного університету внутрішніх справ. З 2006 по 2007 роки обіймала посаду директора Навчально-наукового інституту права, економіки та соціології Харківського національного університету внутрішніх справ.
Потім десять років, з 2007 по 2017 роки, Вікторія Гробова обіймала посаду заступника начальника Сумської філії Харківського національного університету внутрішніх справ. В 2013 році вона захистила дисертацію у Харківському національному університеті внутрішніх справ та здобула науковий ступінь доктора юридичних наук. Працювала також професором кафедри юридичних дисциплін Сумської філії ХНУВС.

### Публікації
Вікторія Гробова — авторка понад 70 наукових праць.
- Гробова Вікторія Павлівна. Парламентаризм Німеччини: становлення, розвиток, історико-правовий досвід [Текст]: дис… канд. юрид. наук: 12.00.01 / Гробова Вікторія Павлівна ; Національний ун-т внутрішніх справ. — Х., 2005. — 213 арк. — арк. 191—208
- Гробова Вікторія Павлівна. Парламентаризм Німеччини: становлення, розвиток, історико-правовий досвід [Текст]: автореф. дис… канд. юрид. наук: 12.00.01 / Гробова Вікторія Павлівна ; Національний ун-т внутрішніх справ. — Х., 2005. — 19 с.

У квітні 2015 року проходила стажування в США (штат Джорджія) в муніципальних та юридичних установах.

## Керівництво освітою Сумщини
6 червня 2017 року була призначена на посаду директора Департаменту освіти і науки Сумської обласної державної адміністрації.

## Громадська діяльність
- Депутат Сумської міської ради від фракції БПП «Солідарність» (2015—2020).
- Депутат Сумської міської ради від фракції ВО «Батьківщина» (з 2020 року).
- Член Міжнародної асоціації істориків права (з 2004 року).
- Член громадської організації «Українсько-Американська асоціація працівників вищої освіти» (з 2015 року).
- Член громадської ради при Головному управлінню юстиції у Сумській області (2014—2015).
- Член обласної міжвідомчої координаційно-методичної ради з правової освіти населення (2012—2015).
- Член робочої групи з підтримки та впровадження заходів з добровільного об'єднання територіальних громад Сумської області (2015—2016).

## Нагороди
- Нагрудний знак «Петро Могила» Міністерства освіти і науки України,
- Почесна грамота Міністерства освіти і науки України,
- Відзнака МВС України «За сприяння органам внутрішніх справ України».

## Сім'я
- Чоловік: Гробов Анатолій Іванович (нар. 1965 р.)
- Донька: Гробова Анна Анатоліївна, (нар. 1988 р.)